# Cindy Crawford
Cynthia Ann Crawford (DeKalb, Illinois, 20 de febrero de 1966), conocida artísticamente como Cindy Crawford, es una supermodelo estadounidense.
Está considerada junto con Stephanie Seymour, Helena Christensen, Christy Turlington, Elle Macpherson, Linda Evangelista, Carla Bruni, Karen Mulder, Yasmeen Ghauri, Yasmin Le Bon, Tatjana Patitz, Amber Valletta, Claudia Schiffer y Naomi Campbell como una de las grandes tops de los años 1980 y 90, que revolucionaron el mundo de la moda. Su rasgo característico es un lunar sobre su labio superior izquierdo, cercano a la comisura, considerado por muchos como su rasgo más bello. Una serie de videos de ejercicios le hicieron ganar popularidad, pero no ocurrió lo mismo con sus actuaciones en el cine. Continúa dando su apoyo como celebridad a una variedad de proyectos.

## Carrera

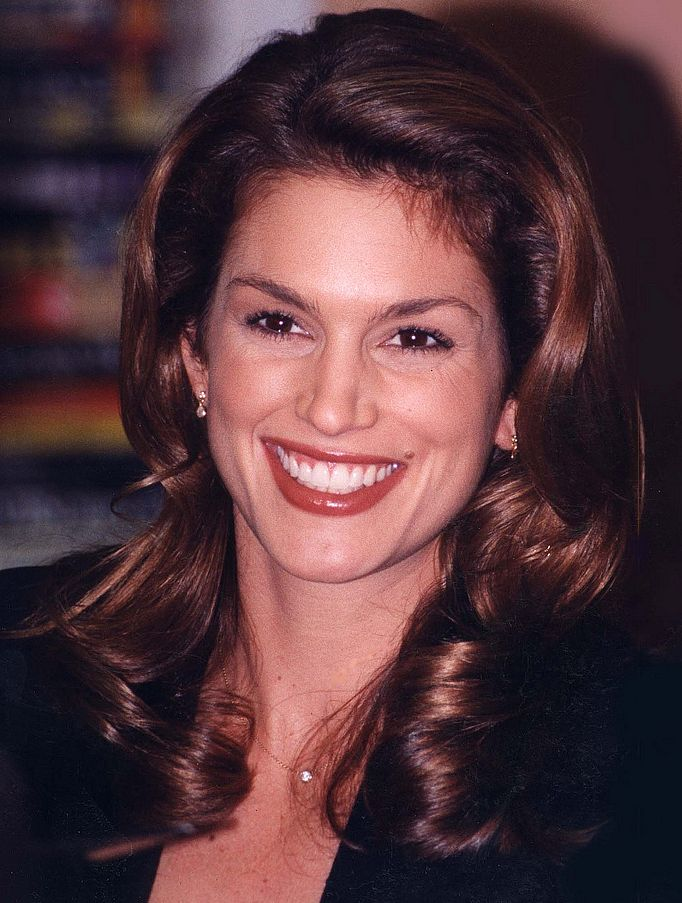
Cindy Crawford en 1995.

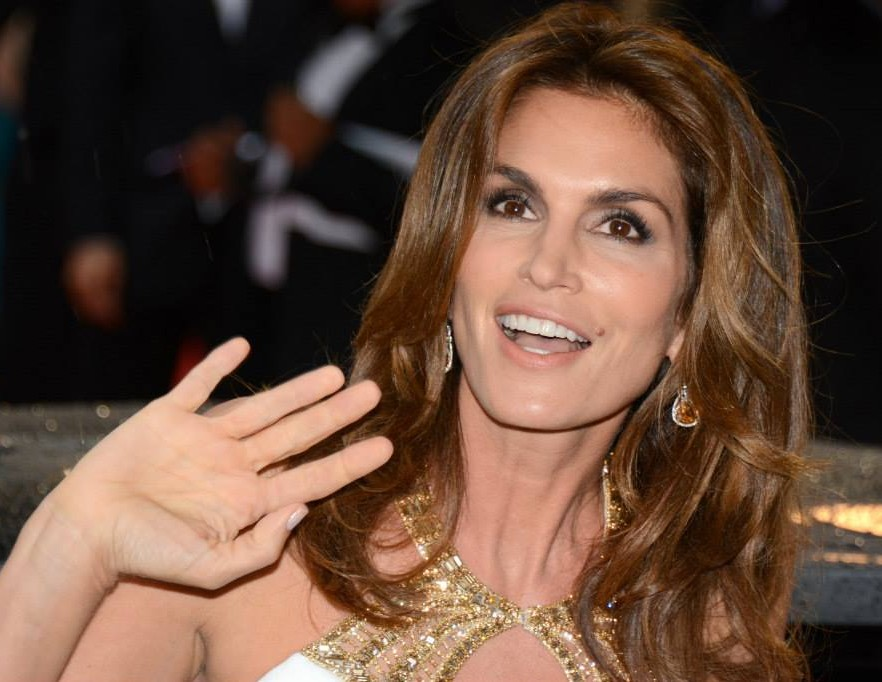
Crawford en el Festival de Cannes en 2013.

De 1989 a 1995, Crawford fue conductora del programa de MTV llamado House of Style. En 1992, hubo que retirar carteles con su imagen de las carreteras de Noruega[cita requerida] cuando las autoridades notaron un incremento del 300% en la tasa de accidentes, debido a que los conductores se distraían con ellos.
En 1995 Crawford tuvo su primer papel en una película con Fair Game. Su actuación fue mal recibida por los críticos, y el apoyarla con una película de 50 millones de dólares pensando que podía ser una buena actriz fue descrito en la revista Total Film en 2004 como «la séptima decisión más tonta en la historia del cine». Fair Game se llevó 11 millones de dólares en la taquilla.
Fue la primera supermodelo moderna que posó desnuda para la revista Playboy, que la cataloga en el quinto lugar en la lista de Las 100 estrellas más sexys del siglo XX. Ha aparecido en la portada de más de 600 revistas alrededor del mundo incluyendo Vogue, W, People, Harper's Bazaar, ELLE, Allure y Cosmopolitan. Una encuesta de la revista Shape en 1997 la eligió como la segunda mujer más bella del mundo, después de Demi Moore. En 2002, Crawford fue nombrada una de las 50 Personas más Bellas de la revista People.
El primer matrimonio de Crawford con el actor Richard Gere duró de 1991 a 1995. Se rumoreó fuertemente que el matrimonio era una pantalla para cubrir su mutua homosexualidad, pero esto fue descartado por ambos. Gere también se ha convertido en padre. Durante su matrimonio, los rumores fueron avivados por Crawford cuando en 1993 apareció en una portada de revista en una pose semiprovocativa con la popular y abiertamente homosexual cantante canadiense K.D. Lang.
Crawford está casada por segunda vez desde 1998 con Rande Gerber (empresario de locales nocturnos) con quien tiene dos hijos, Presley y Kaia. En contraste, una de las últimas portadas de Crawford fue en un número de la revista W donde aparecía un desnudo de ella embarazada en blanco y negro, muy similar a una foto en color tomada años antes de Demi Moore, que apareció en otra revista.

## Filmografía
- Kevyn Aucoin. El maquillador de las estrellas (2017)
- Girl Panic! (video musical) - Duran Duran (2011)
- The Simian Line (2001)... interpretó a Sandra
- Cindy Crawford: A New Dimension (2000)
- The Secret World of... Supermodels (1998)
- Beautopia (1998)
- Sesame Street: Elmopalooza! (1998)
- 54 (1998)... interpretó a una mecenas muy importante.
- Frasier: Halloween (1997)
- Fair Game (1995)... interpretó a Kate McQueen
- Catwalk (1995)
- Unzipped (1995)
- Cindy Crawford: The Next Challenge Workout (1993)
- Cindy Crawford: Shape Your Body Workout (1992)

Cindy también apareció en un capítulo de la famosa serie estadounidense Los Magos de Waverly Place como una modelo que cobra vida de un póster del cuarto de Justin Russo. En dicho capítulo, Harper, como practicante de un diseñador de modas, está encargada de custodiar el último modelo hecho por su jefe y le pide a Alex que lo guarde en la subestación hasta la fecha del desfile de modas ya que cree que en ese restaurante sin importancia estará a salvo del espionaje industrial y otras desgracias. Sin embargo, Alex tras fotografiarse con el vestido, lo arruina. Como solución, Alex utiliza una fotocopiadora mágica, que vuelve real el vestido fotografiado y también a Cindy Crawford, quien está en el póster de Justin, luego le pide a Cindy que desfile en la pasarela con el vestido. Cindy acepta con la condición que Alex también desfile.
En el 2011, Cindy participó en el video musical Girl Panic! del grupo Duran Duran, junto a las también top models Yasmeen LeBon, Eva Herzigova, Helena Christensen y Naomi Campbell.
En 2015, participó en el video musical "Bad Blood" junto a la artista Taylor Swift, con el seudónimo de "Headmistress".